# كيم فو
كيم فو هي كاتِبة وشاعرة كندية، ولدت في 1987 في فانكوفر في كندا.